# 1269년

## 연호
- 남송(南宋) 함순(咸淳) 5년
- 몽골 지원(至元) 6년
- 일본(日本) 분에이(文永) 6년
- 쩐 왕조(陳朝) 티에우롱(紹隆) 12년

## 기년
- 남송(南宋) 도종(度宗) 5년
- 고려(高麗) 원종(元宗) 10년
- 몽골 쿠빌라이 칸 10년
- 쩐 왕조(陳朝) 성종(聖宗) 12년

## 사건
- 고려 제24대 임금 원종이 폐위되고 영종이 왕위에 오르다.
- 고려 추존 영종이 폐위되고 원종이 복위하다.
- 전민변정도감이 설치되다.